# Хайтем бен Тарік Аль Саїд
Хайтем бен Тарік Аль Саїд (араб. هيثم بن طارق آل سعيد‎; нар. 11 жовтня 1954) — султан Оману (з 11 січня 2020), колишній міністр закордонних справ та міністр спадщини і культури Оману.

## Життєпис
Народився 11 жовтня 1954 року в Маскаті, Султанат Маскат і Оман. Член правлячої династії Оману Аль Саїд. 1979 закінчив Програму дипломатичної служби Оксфордського університету. Аспірантуру проходив в коледжі Пемброк.
На початку 1980-х він був першим керівником Оманської футбольної асоціації та був ентузіастом спорту в країні.
До призначення на посаду султану був міністром спадщини й культури, заступником міністра закордонних справ з політичних питань (1986—1994) і генеральним секретарем Міністерства закордонних справ (1994—2002). Зазвичай саме він представляє Оман закордоном.
Голова комітету розвитку країни «Оман-2040», почесний президент Оманської асоціації інвалідів та почесний президент «Омано-японської асоціації дружби».

### Султанство
10 січня 2020 помер бездітний султан Кабус бін Саїд.
Згідно з статтею № 6 конституції Оману, керівна сім'я після звільнення місця керівника країни має протягом 3 днів обрати наступника престолу. Хайтем бен Тарік Аль Саїд був названий наступником за спеціальним заповітом на екстреній сесії Ради Оману в Аль-Бустані, після чого новий султан склав перед Радою Оману присягу.